# 제13특수임무여단
제13특수임무여단 "흑표"는 육군특수전사령부 예하에 배속되어 있는 대한민국 육군의 여단이다.

## 역사
1977년 7월 1일, 제13공수특전여단은 경기도 포천에서 창설되었다. 1982년 7월 20일, 제13공수특전여단은 현재의 충청북도 증평군으로 이전하였다.
참수부대는 원래 2019년에 창설할 계획이었지만, 북한 5차 핵실험에 대한 대응조치로 2017년 1000명 규모로 창설되었다. 특임여단의 모델은 지난 2011년 5월 오사마 빈라덴 제거 작전(넵튠 스피어 작전)을 진행했던 미 해군 특수부대 네이비실 6팀(일명 데브그루)이다. 대량응징보복(KMPR)의 일환으로 참수작전을 계획했으며, 이를 위해 특전사 특임여단을 창설했다. '특수임무여단'은 미 해군 특수부대 네이비실(Navy SEAL)에 준하는 개인화기로 무장할 계획이다. 2017년 12월 1일, 북한 지휘부를 공격하는 즉 참수작전을 전문으로 하는 참수부대로 개편되어 "제13특수임무여단" 부대 창설식을 가졌다. 동년 12월 8일에 합동참모본부는 "참수작전부대", "참수부대" 대신 "특수임무여단", "특임여단"이라 불러달라고  당부했다.
2019년 12월 23일, 미국 국방부가 홈페이지에 공개한 사진 등에 따르면 한국 특수전사령부와 주한미군은 11월 군산 공군기지 등에서 근접전투 훈련을 했다. 특히 미군이 북한을 가상의 적으로 상정한 특수부대 훈련을 공개한 것은 북한에 대한 경고라는 분석이 나왔다.

## 사고
2014년 9월, 포로심문훈련 사고로 2명의 특전부사관이 사망하는 사고가 발생했다. 2024년 대한민국 비상계엄에 직접적으로 연루되지는 않았으나, 계엄령 하루 뒤인 12월 4일에 서울에 진입할 준비가 이뤄졌다고 밝혀졌다.

## 장비

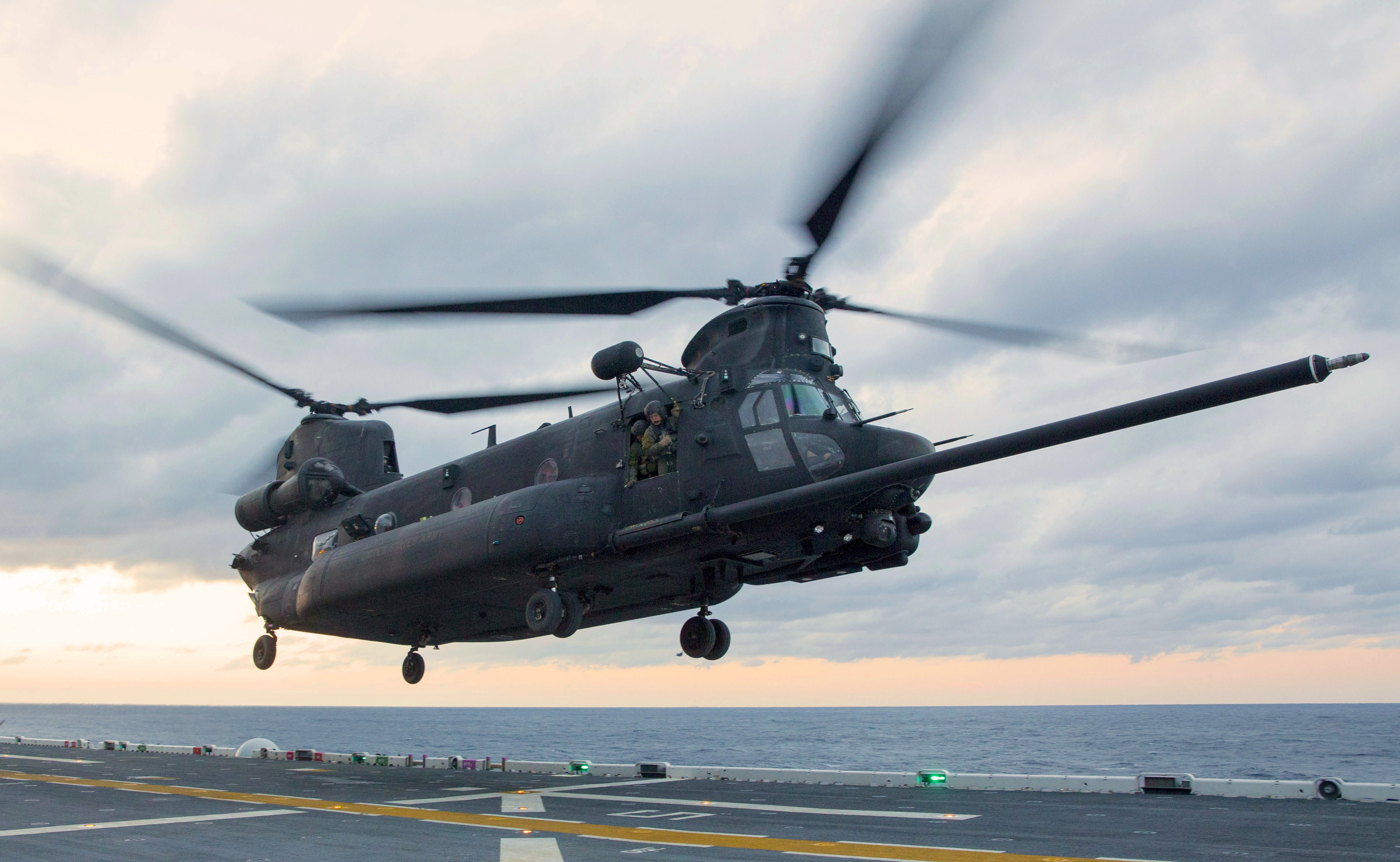
미군 참수부대가 사용하는 MH-47E 치누크 특수작전헬기

치누크 헬기의 특수작전용 성능 개량 사업은 2018년부터 2028년까지 진행된다. 수중·지상 공동작전이 가능한 소총으로 무장한다.
미국의 MH-47D 치누크는 특수작전용 헬기이다. 공중급유가 가능하며, 빠른 래펠 시스템을 갖췄다. 12대가 생산되었으며, 모두 켄터키주 포트 캠벨의 제160특수작전항공연대에 배치되었다. CH-47A 6대, CH-47C 6대를 MH-47D로 개량했다.
MH-47E 시제기는 1991년에 생산되었다. 모두 26대가 생산되어 제160특수작전항공연대에 배치되었다. MH-47D 보다 연료량이 늘어났고, 지형추적레이더를 장착했다.
대한민국은 기존의 육군과 공군에서 운용하고 있는 CH-47D, HH-47D 치누크 헬기를 10년 동안 개량해서 특수작전헬기로 개량할 계획인데, 야간 저고도 비행을 위한 지형추적레이더를 장착할 것이다. MH-47E로 개량한다는 의미이다. 이후에 계획이 축소되었다.

### 장비 목록
- MH-47E 치누크, MH-60 특수작전용 헬기
- K1A 기관단총, STC-16 (2023년 말 도입 예정)
- 40mm 6연발 리볼버 특수작전용 유탄발사기
- 자폭형 무인기: 유력 후보기종으로는 이스라엘 유비전(Uvision)사가 개발한 ‘히어로(Hero)-30’이 꼽히고 있다. 히어로-30은 최대 사거리가 40km로 0.5kg의 폭약을 내장하고 있으며 최대비행시간은 30분에 달한다. 전기추진방식을 사용하는 히어로-30은 무게가 3kg에 불과해 병사 한 명으로도 운반이 가능하다. 무인기 앞부분에 주야간 전자광학적외선장비(EO/IR) 탐색기를 탑재한 히어로-30은 정찰 임무를 수행하다가, 공격이 필요하면 제2차 세계대전 당시 알려진 가미카제처럼 스스로 돌진해 목표물을 파괴한다. 제작사는 장비파괴보다는 인명살상에 특화되어 있다고 소개하고 있다.
- GPNVG-18 4안식 야투경, PVS-04k 단안식 야투경
- K5 권총

## 외국 언론의 해병대 신속기동부대와의 혼동
2017년 9월 4일, 송영무 국방장관이 김정은 등 북 지도부 참수작전을 실행할 특수부대를 2017년 12월에 창설을 한다고 국회 국방위에서 발표한 후 뉴질랜드 헤럴드를 비롯한 일부 외국 언론에서 오해를 하여 대한민국에서 '스파르탄 3000'이라는 명칭의 참수작전을 실행하는 특수부대로 2017년 연말에 창설될 것이라는 오보를 발행하였다.
'스파르탄 3000'은 현재의 해병대 신속기동부대가 2016년 3월에 편성되었을 당시 사용한 임시 별칭이었을뿐이며실제로 북 지도부 참수작전을 임무로 하는 특수부대는 육군특수전사령부 예하의 소위 '참수부대'로 불리는 제13특수임무여단으로 2017년 12월 1일에 창설되었다.

## 같이 보기
- 제707특수임무단
- 육군특수전사령부